# Atopophysa lividata
Atopophysa lividata là một loài bướm đêm trong họ Geometridae.